# Bifrost (musikgruppe)
 Denne artikel omhandler orkestret Bifrost. For andre betydninger af bifrost, se Bifrost.
Bifrost var en dansk rockgruppe, der blev dannet i 1974 i København af Tom Lundén og Finn Jensen. Tom Lundén var uofficiel hovedperson og skrev og sang langt de fleste af deres sange, deriblandt "Hej Maria", "Det er morgen" og "Mens lyset brænder ud" (sidstnævnte blev i mange år brugt som TV Avisens søndags-jingle). Desuden er Bifrost kendt for Christiania-slagsangen "I kan ikke slå os ihjel", skrevet af Tom Lundén. 
Gruppens popularitet faldt en del i midten af 1980'erne, og efter udsendelsen af albummet Vand jeg kan gå på, hvor gruppen reelt blot bestod af Tom Lundén og Pia Cohn, indstillede Bifrost reelt sine aktiviteter.

## Historie
Med rødder i Projekt Hus i 1970'erne blev Bifrost samlet som musikgruppe omkring 1974. Noget af det første, man hørte til gruppen, var den til lejligheden samlede gruppe Det Internationale Sigøjnerkompagni, der indspillede Lundéns berømte støttesang til Christiania, "I kan ikke slå os ihjel". Den blev udgivet på Christianiapladen i 1976 med sang af blandt andet Povl Dissing, Sebastian og Annisette. 
Gruppen spillede videre med udgangspunkt i Christiania, og i 1976 udkom gruppens første album under eget navn, Bifrost. Lyden på dette album blev i høj grad defineret af Tom Lundéns og Torben Andersens keyboards og Finn Jensens guitar. Derudover lagde mange mærke til teksterne, der havde udgangspunkt i et spirituelt og socialt engageret verdenssyn. Desuden var de to sangere, Ida Klemann og Annapurna iøjnefaldende til koncerterne.[kilde mangler]
I begyndelsen var Tom Lundén og Finn Jensen forsangere, og teksterne var lige så tit på engelsk som på dansk. På senere album fik Ida Klemann og Annapurna mere plads. 
Det følgende år satsede gruppen og pladeselskabet stort og udsendte dobbelt-lp'en Til en sigøjner, der blev fulgt op af en storstilet danmarksturné med omfattende lydudstyr. Både album og turné var succesrige, og de følgende år var Bifrost en af landets mest populære rockgrupper. Efterhånden fik medlemmerne forskellige interesser, og det resulterede i, at Annapurna, Torben Andersen, Mogens Fischer og Asger Skjold-Rasmussen forlod Bifrost efter det tredje album.
Tom Lundén og Ida Klemann førte gruppen videre. Med den nye rytmegruppe bestående af Jeppe Reipurth og Knut Henriksen fik gruppen en musikalsk bund som basis for nye sange, der blev godt modtaget af publikum.[kilde mangler] Således var Kassen & hjertet fra 1981 den hurtigst sælgende Bifrost-udgivelse med 50.000 eksemplarer solgt på en måned. Med samme besætning fulgte En tro kopi.
Men inden da havde den nye konstellation udgivet det engelsksprogede album Crazy Canary med adskillige af de engelsksprogede sange, der ikke var blevet plads til på de tidligere Bifrost-album.
Efter udskiftningen af Ida Klemann med Pia Cohn i 1983 kom Bifrost (den med hånden) og Vand jeg kan gå på. På sidstnævnte udgivelse bestod gruppen reelt kun af Lundén og Cohn, mens en række gæstemusikere som Niels-Henning Ørsted Pedersen, Peter Bastian, Claes Yngström og Morten Kærså medvirkede. 
Efter dette album stoppede gruppen som aktivt orkester og har siden kun lejlighedsvis lavet nyt materiale. Det skete blandt andet på albummet Hjerte til salg fra 1997, som ud over en række af gruppens bedste sange fra de første år også indeholder flere nyskrevne numre. 
Bifrost har senest i 2006 udgivet sangen "Stjernesang" samt en masse instrumentalmusik i et historie /fortælleprojekt om universet.[kilde mangler] I den seneste genudgivelse af det første album beskriver Tom Lundén tiden i Bifrost - den allerførste tid.[kilde mangler]

## Medlemmer
Ved indspilningen af det første album bestod gruppen af:
- Tom Lundén, sang og keyboard
- Ida Klemann, sang
- Annapurna (Peter Gundorph), sang, mimiker og danser
- Finn Jensen, guitar
- Torben Andersen, keyboard og harmonika
- Asger Skjold-Rasmussen, bas
- Mogens Fischer, trommer

I 1979 så Bifrost således ud:
- Tom Lundén, sang og keyboard
- Ida Klemann, sang
- Michael Miller, guitar
- John Teglgaard, guitar
- Jeppe Reipurth, trommer
- Knut Henriksen, bas

## Diskografi

### Studiealbum
- Bifrost, 1976
- Til en sigøjner, 1977
- Læn Dem ikke ud, 1979
- Crazy Canary, 1980 (som Crazy Canary)
- Kassen & hjertet, 1981
- En tro kopi, 1982
- Bifrost, 1984
- Vand jeg kan gå på, 1987
- Hjerte til salg, 1997

### Opsamlingsalbum
- Bifrost's bedste, 1981
- Kassen & hjertet / En tro kopi, 1996
- Rippet & flået, 2006

### Singler
- "Faldet" / "Idaho", 1976
- "Jenny" / "Hej Maria (luk vinduet op)", 1977
- "Den vilde, brølende nat" / "I nat vil jeg leve", 1978
- "I nat vil jeg leve" / "Aftensang", 1979
- "Det er morgen" / "Billen", 1979
- "I Can't See You" / "Power of a Rose", 1980 (som Crazy Canary)
- "Når verden bli'r min" / "Kan jeg nå dig", 1981
- "Guitar Man" / "Det nederste land", 1987
- "Guds engle" / "Vand jeg kan gå på", 1987

### Gæstemedvirken
- "Ingen tårer, ingen ord", (Niarn featuring Pia Cohn og Bifrost) 2014[2]